# بري ديسبين
بري ديسبين (بالإنجليزية: Bree Despain)‏ (1979-)، هي كاتبةٌ أمريكية. حصلت على درجة الماجستير في الكتابة للأطفال والشباب من كلية فيرمونت للفنون الجميلة [الإنجليزية]. تفرغت بري للكتابة بعد أن تعرضت لحادث سيارة، حيث أدركت بعدها أنه سيكون من الأسف أن تموت قبل أن تنهي وتنشر كتابًا.
ألفت ثلاثية الظلام الإلهي (Dark Divine) وثلاثية في الظلام (Into The Dark). نُشرت روايتها الأولى ذا دارك دايڤن "The Dark Divine" في عام 2009، والثانية ذا لوست سايت "The Lost Saint" نُشرت في ديسمبر 2012. صدرت الدفعة الثالثة والأخيرة من سلسلة سڤاج جريس "Savage Grace" في 13 مارس 2012. وروايتها التالية، ذا شادو برنس "The shadow prince".

## روابط خارجية
- Bree Despain  على قاعدة بيانات الخيال التأملي على الإنترنت